# Chrysopogon crevostii
Chrysopogon crevostii är en gräsart som beskrevs av Aimée Antoinette Camus. Chrysopogon crevostii ingår i släktet Chrysopogon och familjen gräs. Inga underarter finns listade i Catalogue of Life.